# Armand Boileau
Armand Boileau is een Belgische taalkundige, geboren in Ougrée op 13 oktober 1916 en overleden in Luik op 27 februari 2004.

## Studies en wetenschappelijk onderzoek
Boileau studeerde aan de Universiteit van Luik vanaf 1934 in het vakgebied Germaanse filologie. Als student bracht hij een paar maanden van zijn eerste graad in Nederland, aan de Rijksuniversiteit Groningen, om zich te perfectioneren in de vergelijkende Germaanse taalkunde, Nederlandse filologie en Duitse filologie. Tijdens zijn studies in Luik koos hij er echter voor om de Waalse dialectologiecursussen van Jean Haust te volgen. Hij gebruikte deze competentie in zijn thesis gewijd aan de studie van Germaanse invloeden op de Waalse taal van Luik. Parallel aan zijn carrière als leraar aan atheneums verrichtte hij wetenschappelijk onderzoek. In 1942 verdedigde hij een doctoraat in Letteren en Wijsbegeerte, met een proefschrift over werkwoorden van Germaanse oorsprong in het Luikse Waals (etymologisch, morfologisch en semantisch onderzoek).
Al snel voert hij een uitgebreid toponymisch onderzoek uit in het noordoosten van de provincie Luik, op een smalle grensstrook die loopt van de Maas tot de Ardennen, van Moelingen tot Raeren, om de orale vormen van plaatsnamen te verzamelen: Germaanse (Nederlands en Duits) maar ook de Waalse namen in de "gemengde" gemeenten (Moelingen, Aubel, Henri-Chapelle, Baelen en Membach ) van de taalgrens. Boileau brengt ons terug naar de problemen die centraal stonden in zijn werk: tweetaligheid, de taalgrens en ontleningen. De toponymische doublets Germaans-Romaans worden gedetailleerd geanalyseerd of ze vertaalde, onafhankelijke of hybride vormen zijn. Hij concludeert dat de meeste toponiemen in deze regio van Germaanse en niet van Romaanse oorsprong zijn, hoewel de taalgrens nooit een rigide en gesloten grens is geweest. De invloed van het Luikerwaals was groot, vooral in de dorpen in de buurt van de taalgrens.

## Loopbaan
Na het behalen van zijn licentiaat ging Armand Boileau lesgeven, eerst aan het Koninklijk Atheneum in Châtelet (1938-1940), daarna, in 1940, aan het Koninklijk Atheneum in Chênée, waar hij Nederlands en Duits onderwees tot 1968. Hij was enkele jaren de collega van Élisée Legros. Hij onderwees ook Nederlands aan het Instituut voor Moderne Talen aan de Universiteit van Luik van 1961 tot 1965. Hij publiceerde verschillende werken over het onderwijzen van Germaanse talen in het voortgezet onderwijs.
Armand Boileau begon zijn carrière aan de Universiteit van Luik in 1958 als assistent. Hij werd benoemd tot hoogleraar in 1971. Zijn lesopdracht omvatte cursussen in algemene taalkunde, vergelijkende grammatica, fonetiek en uitspraak van Germaanse talen en onomastiek: antroponymie en toponymie. Hij volgde professor Joseph Warland op. Hij ging met pensioen in 1983.

## Wetenschappelijke erkenning
Armand Boileau, specialist in Duits-Romaanse toponymie, werd in 1960 lid van de Koninklijke Commissie voor Toponymie en Dialectologie. Hij was secretaris van de Waalse sectie van 1961 tot 1965 en secretaris-generaal van 1969 tot 1982. In de tussentijd werd hij een volwaardig lid, ter vervanging van Jules Vannérus in 1970. Hij was vele jaren actief in de Commissie (van 1969 tot 1983). Al snel worden zijn wetenschappelijke kwaliteiten erkend. In 1946 reikte de Koninklijke Academie voor Nederlandse Taal- en Letterkunde hem de Vercoullieprijs voor Nederlandse Filologie uit. Armand Boileau was volwaardig lid van de Waalse Taal- en Literatuurvereniging.

## Misbruik van zijn werk voor politieke doeleinden
In de jaren zestig van de Twintigste Eeuw dienden Boileau's studies in de vakgebieden filologie, etymologie en dialectologie meermaals om nationalistische principes te rechtvaardigen in een meertalige context: de bevordering van de Franse eentaligheid in het kanton Malmedy, evenals de overdracht van de Voeren naar Vlaanderen, uitsluitend gebaseerd op een interpretatie van de lokale dialecten.

## Publicaties
- Licentiaatsthesis (1937): Systematisch onderzoek van de woorden van Germaanschen oorsprong in het Luikerwaalsch.
- Bulletin du Dictionnaire wallon (1942): « Classification chronologique des emprunts germaniques en wallon liégeois ».
- Enquête dialectale sur la toponymie germanique du nord-est de la province de Liège. Tome I Introduction. Glossaires toponymiques. (Liège, Librairie P. Gothier, 1954, 476 p., inzetkaart. ) De inleiding presenteert in detail de zeer complexe situatie van deze intermediaire regio waar drie talen, de Romaanse in het zuiden, de Germaanse in het noorden, Limburgs (Nederlands dialect) in het westen en Ripuarisch (Duits dialect) in het oosten. De fonetische beschrijving van deze dialecten wordt gevolgd door toponymische glossaria van de 26 gemeenten van het onderzoek.[1]
- Enquête dialectale sur la toponymie germanique du nord-est de la province de Liège. Tome II Lexique. Grammaire. Index. (Liège, Librairie P. Gothier, 1971, 462 p.,Een inzetkaart). De plaatsnamen worden geïdentificeerd en uitgelegd. Dit belangrijke werk eindigt met een gedetailleerde studie van de verschillende mechanismen die werkzaam zijn bij het creëren en kristalliseren van plaatsnamen, vanuit het semantische en morfologische, syntactische en fonetische standpunt.